# China mantispoides
China mantispoides är en insektsart som först beskrevs av F. Walker 1870.  China mantispoides ingår i släktet China och familjen Chorotypidae. Inga underarter finns listade i Catalogue of Life.